# Apanajewskaja-Moschee

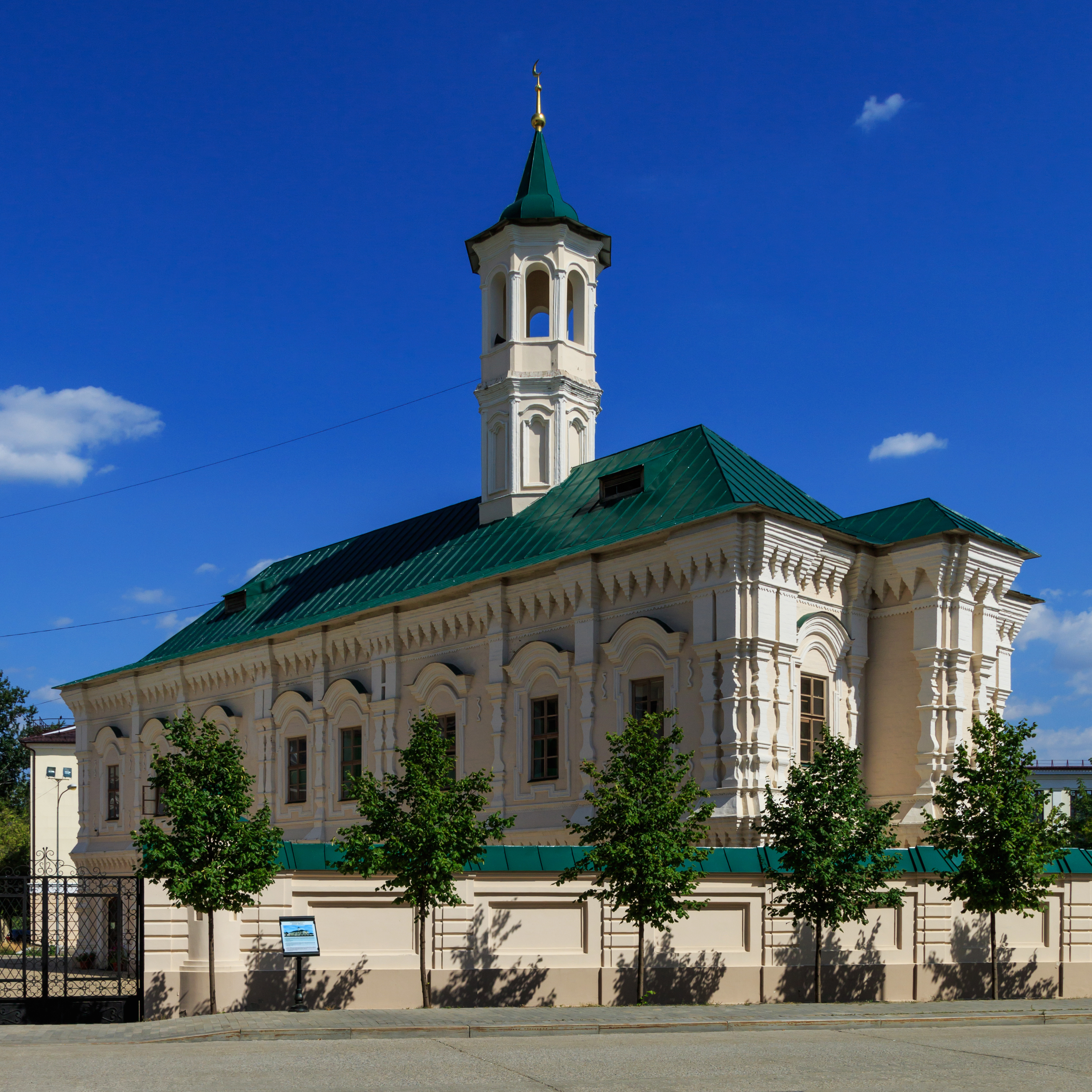
Apanajewskaja-Moschee

Die Apanajewskaja-Moschee oder Apanay-Moschee (russisch Апанаевская мечеть Apanejewskaja metschet, tatarisch Апанай мәчете Apanay mäçete) befindet sich in Kasan, Hauptstadt der russischen Teilrepublik Tatarstan, und ist die zweitälteste Moschee der Stadt.
Sie wurde durch den tatarischen Kaufmann Jakub Sultangalejew in den Jahren 1768 bis 1771 errichtet. Ähnlich wie die Kasaner Moschee al-Mardschani wurde sie mit Erlaubnis Katharinas der Großen erbaut, die es den Tataren gestattete, religiöse Bauwerke zu errichten. Der Name bezieht sich auf die tatarische Familie Apanajew, einer damals in der Stadt ansässigen Dynastie von wohlhabenden Kaufleuten. Im 19. Jahrhundert war die Apanajewskaja-Moschee bekannt für ihre Medrese, also einer Einrichtung für islamische Theologie. Einer der ersten Imame der Moschee war Salich Sagitow.

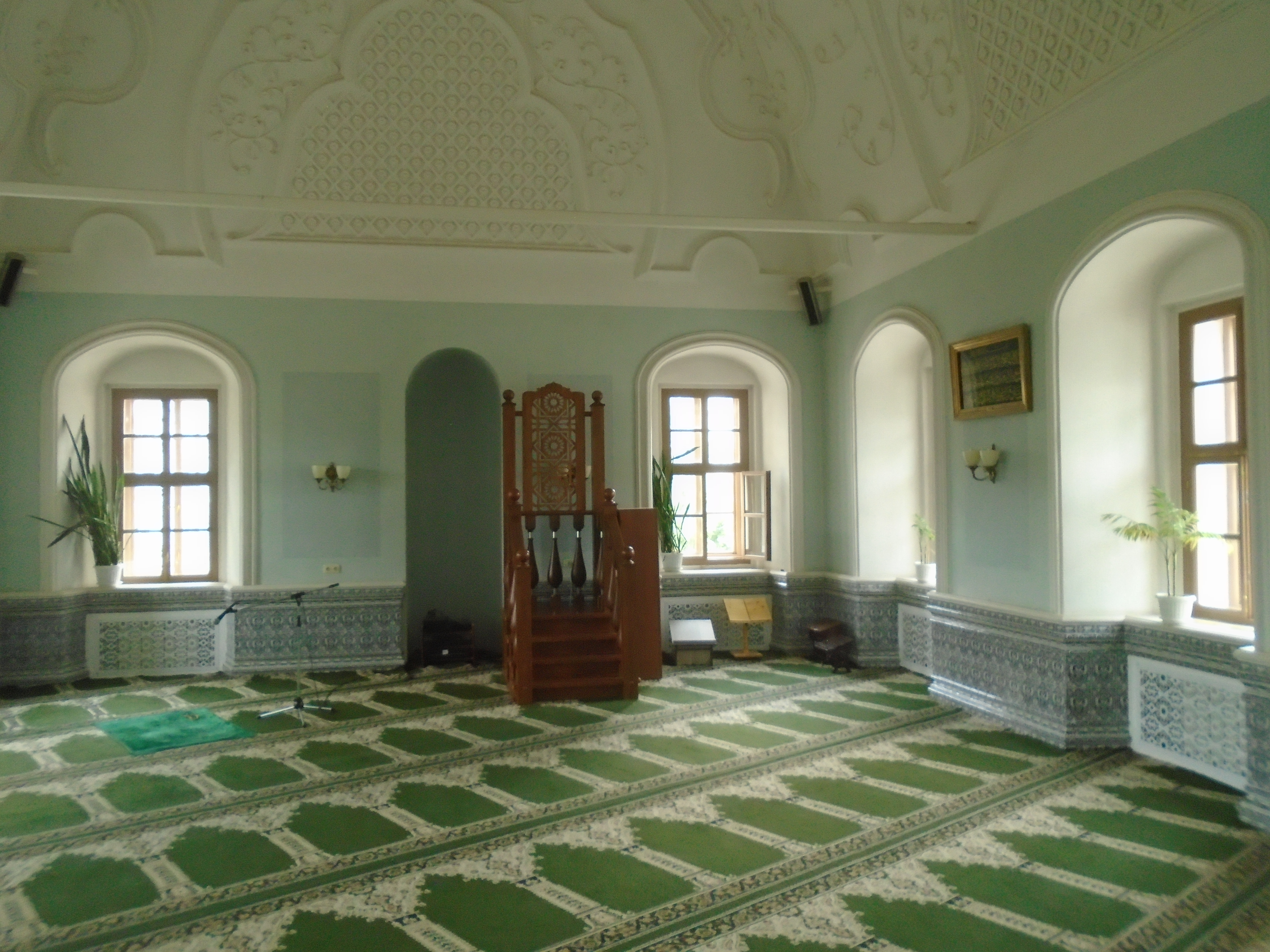
Innenraum der Moschee

Die Architektur enthält Bestandteile des russischen „Moskauer“ Barock sowie tatarische dekorative Kunst. Der Architekt ist unbekannt.
Am 6. Februar 1930 schloss die sowjetische Regierung die Moschee sowie die Medrese. Nach einigen Veränderungen an dem Gebäude – das Minarett wurde abgetragen und es wurde ein zusätzliches Stockwerk hinzugefügt – diente das Haus viele Jahre lang als Studentenwohnheim. Im Jahr 1961 wurde das Gebäude jedoch als historisches Baudenkmal eingestuft.
Anfang der 1990er Jahre wurde die Moschee wieder der muslimischen Gemeinde zurückgegeben, ab 1995 war sie wieder für die Gläubigen zugänglich. Anschließend wurde sie jahrelang restauriert. Am 2. Dezember 2011 wurde sie nach der abgeschlossenen Restaurierung feierlich wiedereröffnet; bei dieser Zeremonie war auch der Präsident der Republik Tatarstan, Rustam Minnichanow, sowie der Mufti von Tatarstan, Ildus Hasrat Faisijew, anwesend.